# 그린캠프 (군 복무 적응 프로그램)
그린캠프는 대한민국 국방부에서 사병들의 군 복무 적응을 돕기 위해 2009년 4월부터 현재까지 시행 중인 교육 및 상담 프로그램이자 부대 시설인데 학교로 치자면 이곳은 특수반에 해당된다. 복무 부적응자와 자살 우려자를 관리하고 예하부대가 전투임무에 전념할 수 있는 여건을 보장하기 위한 것이다. 한 차례 군단장 면담, 웃음치료, 체력단련, 상담치료 등으로 구성된다.
2주 간 관찰, 상담하며 전역 여부를 심사하며 사실상 군 복무가 어려운 사병들이 오는 곳이기 때문에 대부분 전역 결정을 받는다. 자대로 복귀하지 못하고 병역심사관리대에서 전역 심사를 받는 장병들의 수가 늘고 있다.
불안정인 심리상태를 개선할 수 있다는 점에서 군 간부들은 그린캠프를 긍정적으로 바라보고 있으나, 일부 병사들이 이 제도를 악용하는 문제, 일부 상담자들의 같은 영상과 설명만으로 교육하는 대처 문제 등이 문제로 지적되고 있다.

## 편제
그린캠프는 군 복무 부적응 병사들을 재교육 시키는 곳이니만큼 장교가 배치되지 않는 부대이다. 그린캠프 교육대장은 상사 내지는 원사가 담당하며, 휘하 교관들도 중사급이다. 그 외에는 기간병들이 상주하고 있다.